# Johann Varrone

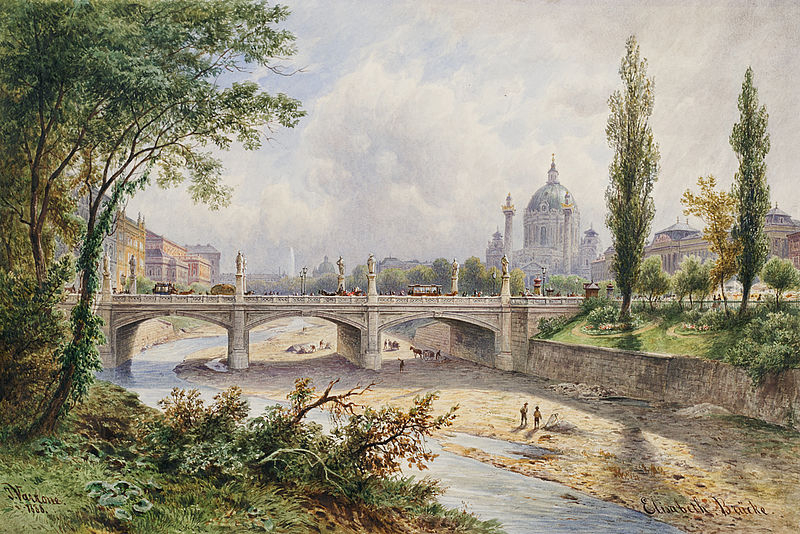
Die Elisabethbrücke in Wien, 1888

Johann Varrone (italienisch Giovanni Battista Varrone), (* 12. Januar 1832 in Bellinzona; † 15. Februar 1910 in Mödling) war ein aus dem Tessin stammender österreichischer Landschaftsmaler, Aquarellist und Lithograf.

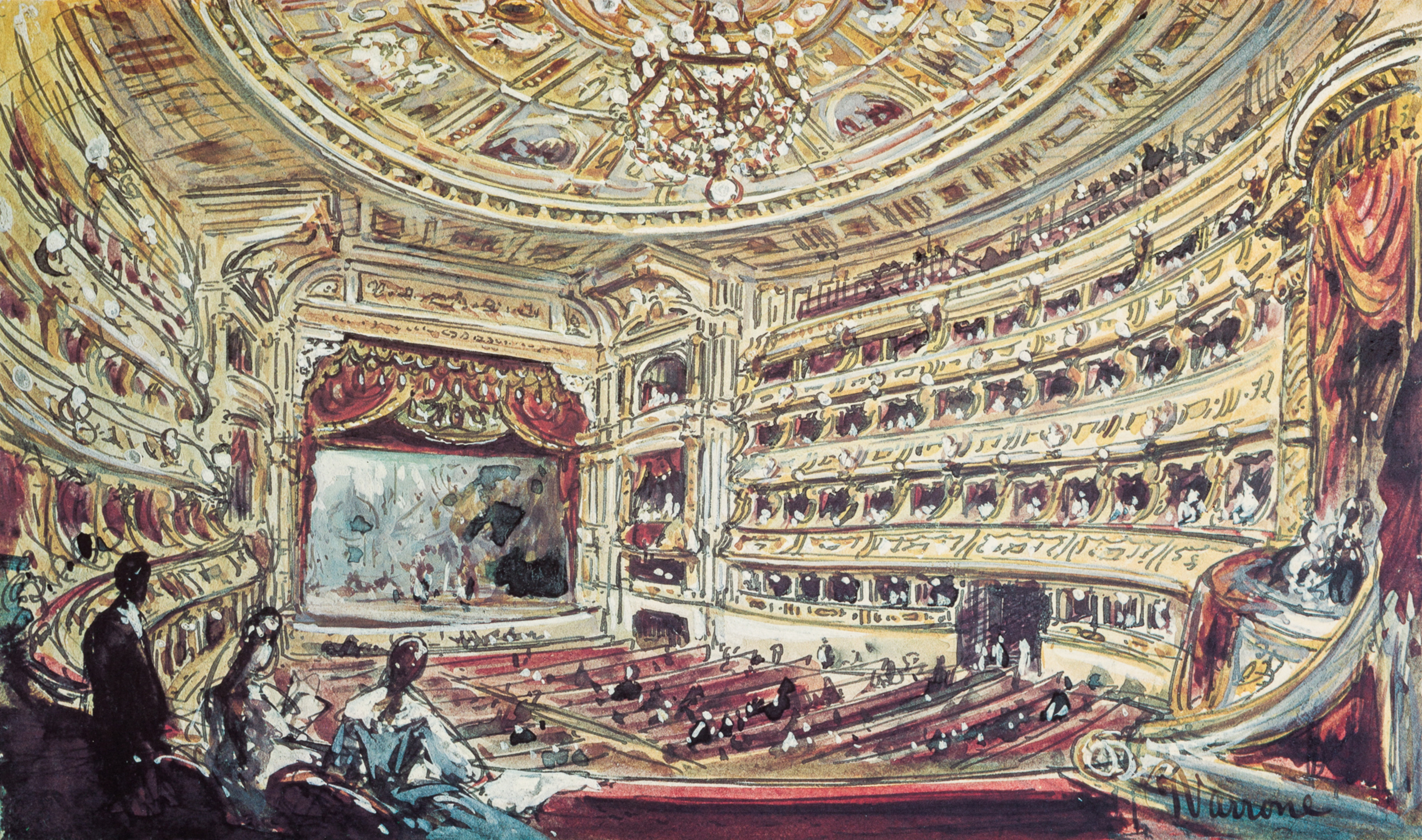
Johann Varrone Neues Burgtheater, Wien 1891

## Leben
Varrone studierte Malerei an der Akademie der Bildenden Künste Wien bei Joseph Höger. Ab 1861 wurde er Mitglied des Wiener Künstlerhauses. Gemeinsam mit Ladislaus Eugen Petrovits schuf er Aquarelle zu 50 Ansichten von Wien und Umgebung (1891).
Er malte Panoramen österreichischer Alpenlandschaften und schuf auch Illustrationen für Prachtwerke der Monarchie. Einige seiner Werke befinden sich im Museum der Stadt Wien und im Ferdinandeum in Innsbruck.

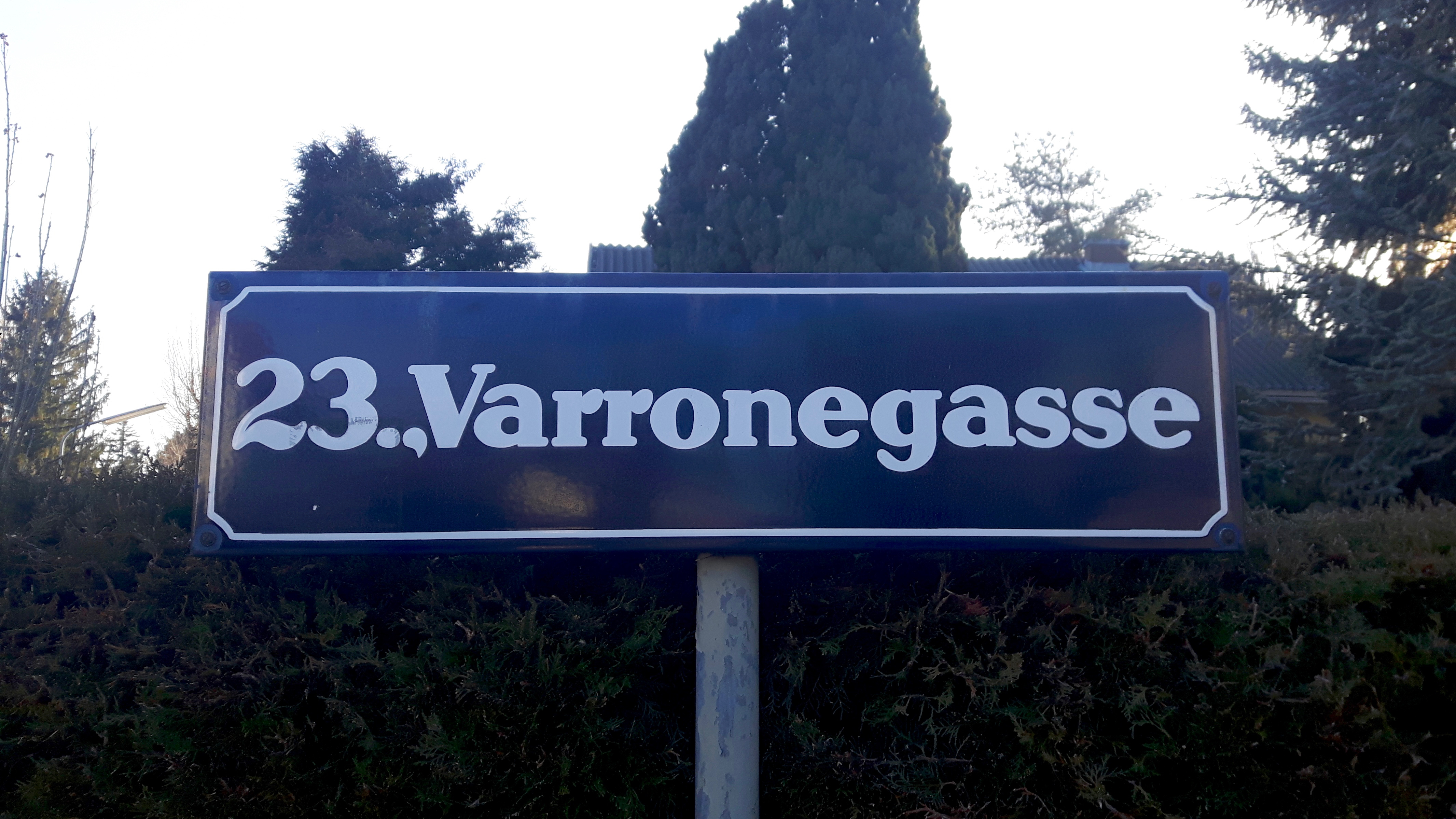
Straßenschild Varronegasse in Wien

Die Varronegasse in Wien-Siebenhirten wurde 1959 nach ihm benannt.